# ジャン・ダルク
ジャン・ダルク（英: Jean d'Arc、当時の綴りでは Jehan）、またはジャン・デュ・リ（Jean du Lys）は、1404年ごろドンレミ＝ラ＝ピュセルで生まれ、1470年から1477年の間に亡くなった。ジャック・ダルクとイザベル・ロメの息子で、ピエール・ダルクおよびジャンヌ・ダルクの兄にあたる。
妹ジャンヌ、弟ピエールとともにイギリスとの百年戦争に参加した。

## 略歴
1452年にヴェルマンドワのバイイ（bailli、フランス王国における地方行政・司法官）、およびシャルトルの司令官に任命された。1457年にはヴォークルールの司令官となった。彼はオルレアン出身の家系に属するアンヌ・ド・ヴィルブレームと結婚し、娘マルグリットをもうけた。ジャンヌ・ダルク復権裁判の際は母イザベル・ロメ、弟のピエールとともに民事訴訟の原告となった。

## 子孫
ジャン・ダルクは、おそらく兄ジャックマン・ダルクの娘である姪ジャンヌ・デュ・リスと再婚し、少なくとも3人の子をもうけた。
- マルグリット・デュ・リス（Margerite du Lys、1440年ごろ生 - 1502年）：祖母イザベル・ロメとともにオルレアンへ赴いた。
- クロード・デュ・リス（Claude du Lys、1452年 - 1525年）：8人の娘をもうけたが、子孫はまもなく絶えた。
- テヴナン・デュ・リス（Étienne du Lys または Thévenin du Lys、1465年ごろ生 - 1549年以降没）：4人の息子と1人の娘がいた。